# Mark Linn-Baker
Mark Linn-Baker (Saint Louis, 17 giugno 1954) è un attore statunitense.
Ha debuttato al cinema nel 1979, recitando nel film Manhattan di Woody Allen.
Dal 1986 al 1993 è stato il protagonista, insieme a Bronson Pinchot, della sitcom Balki e Larry - Due perfetti americani.
Si è sposato due volte: prima dal 1995 al 2009 con la scenografa Adrianne Lobel, da cui ha avuto una figlia; dal 2012 è sposato con l'attrice Christa Justus.

## Filmografia parziale

### Cinema
- Manhattan, regia di Woody Allen (1979)
- L'ospite d'onore (My Favorite Year), regia di Richard Benjamin (1982)
- Rumori fuori scena (Noises Off), regia di Peter Bogdanovich (1992)
- Adam, regia di Max Mayer (2009)
- Come lo sai (How Do You Know), regia di James L. Brooks (2010)

### Televisione
- Balki e Larry - Due perfetti americani (Perfect Strangers) – serie TV, 150 episodi (1986-1993)
- Law & Order: Criminal Intent – serie TV, 2 episodi (2003-2007)
- The Leftovers - Svaniti nel nulla (The Leftovers) – serie TV, 2 episodi (2014-2017)
- Succession – serie TV, 4 episodi (2019-2023)
- She-Hulk: Attorney at Law – miniserie TV, 4 puntate (2022)

## Doppiatori italiani
Nelle versioni in italiano delle opere in cui ha recitato, Mark Linn-Baker è stato doppiato da:
- Enzo Avolio in Come lo sai, She-Hulk: Attorney at Law
- Renato Cecchetto in Blue Bloods (st. 7), The Blacklist
- Edoardo Nevola in Rumori fuori scena
- Guido Ruberto in Ally McBeal
- Mario Brusa in Law & Order: Criminal Intent (ep. 2x14)
- Riccardo Peroni in Adam
- Oliviero Dinelli in Blue Bloods (st. 8)
- Stefano Mondini in Law & Order - Unità vittime speciali
- Gianni Giuliano in The Good Fight